# Ponto Rapa Nui

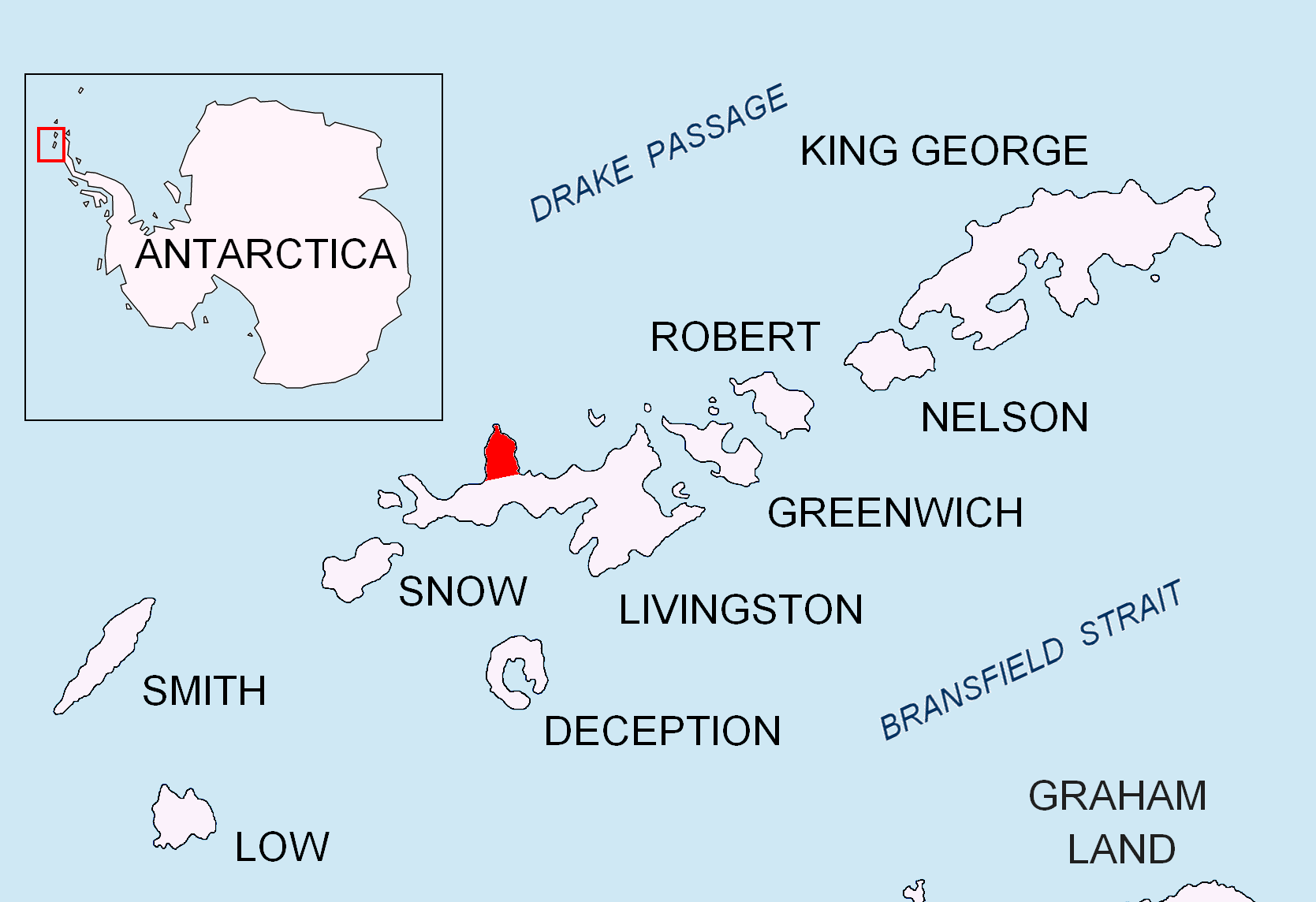
Localização da península de Ioannes Paulus II, na ilha de Livingston, nas ilhas Shetland do Sul.

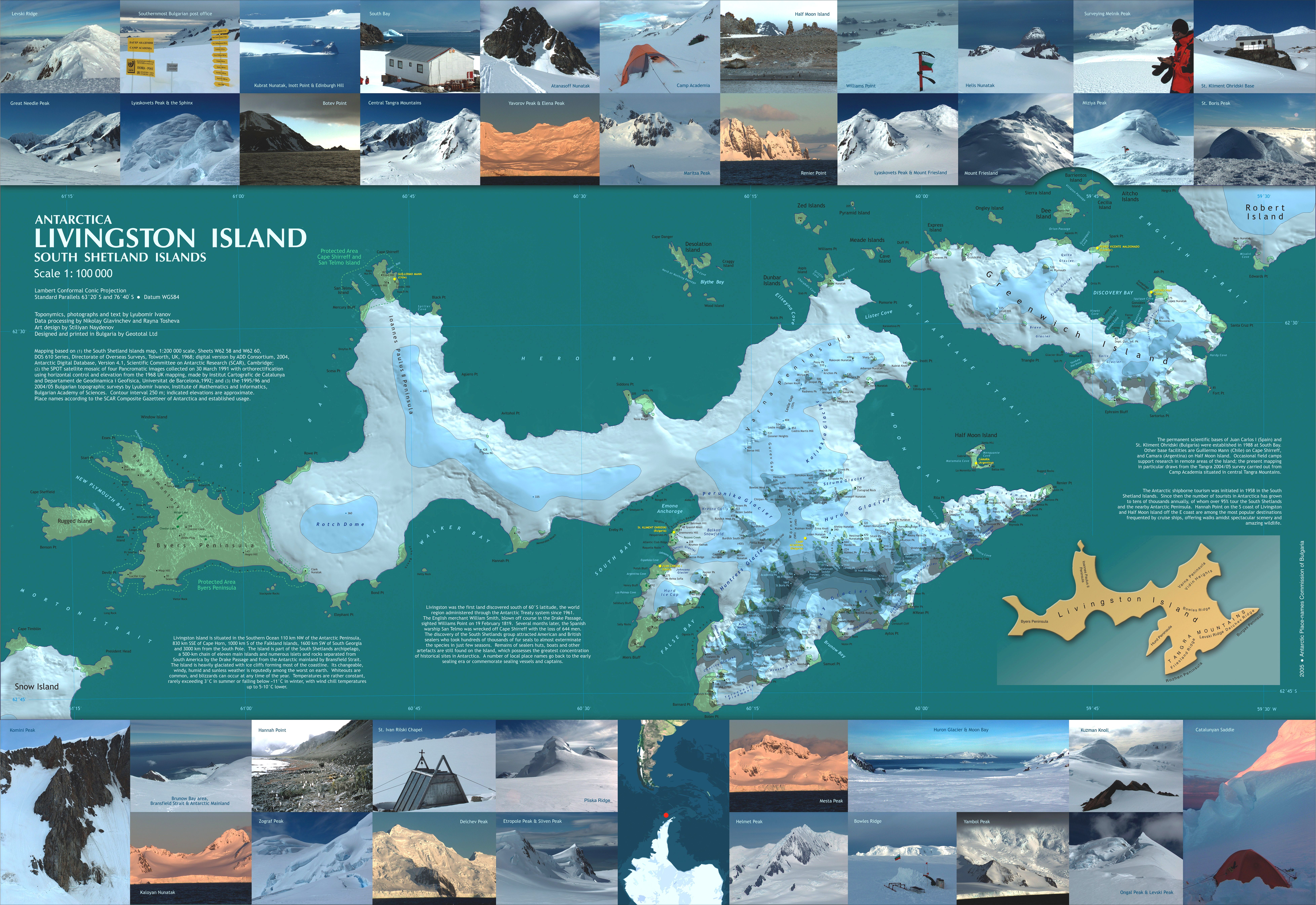
Mapa da ilha

Rapa Nui Point é um ponto rochoso que se projeta 180 m a oeste em Shirreff,a partir da costa oeste do pequeno (2,6   km por 1,6   km) promontório sem gelo que forma a extremidade norte da península de Ioannes Paulus II, na ilha ocidental de Livingston nas ilhas Shetland do Sul, na Antártica e termina em Cabo Shirreff. O ponto é dominado pelo castelo de Scarborough, um penhasco de 35 m, aproximadamente designado e descritivamente nomeado pelo selador britânico Capitão Robert Fildes em 1821. 
O Lugar é nomeado descritivamente por sua semelhança com as figuras moai da Ilha de Páscoa (Rapa Nui), Chile. 

## Localização
Rapa nui ponto situa-se em 62° 27′ 57″ S, 60° 48′ 27″ O que é 1,24   km ao sudoeste de Cape Shirreff, 2,81   km norte-nordeste de Mercury Bluff e 1,15   km a nordeste da ilha de San Telmo (mapeamento britânico em 1821, 1948 e 1968, chileno em 1962, 1971 e detalhado em 2004, búlgaro em 2005 e 2009). 

## Mapas
- Mapa 3. Cape Shirreff, ASPA No. 149: Criação de locais de vida selvagem e características humanas. Punta Arenas: Instituto Antártico Chileno (INACH), 2004.
- LL Ivanov et al. Antártica: Livingston Island e Greenwich Island, Ilhas Shetland do Sul . Escala 1: 100000 mapa topográfico. Sofia: Comissão Antártica de Nomes de Lugares da Bulgária, 2005.
- LL Ivanov. Antártica: Ilhas Livingston e Greenwich, Robert, Snow e Smith . Escala 1: 120000 mapa topográfico. Troyan: Fundação Manfred Wörner, 2009. ISBN 978-954-92032-6-4